# N̆
La N̆ (minúscula: n̆), o N con breve, es una letra latina utilizada en algunas romanizaciones del alfabeto cingalés. Se compone de la letra N diacritizada con breve.

## Uso
La N con breve se usa notablemente en A Grammar of the Sinhalese Language de Geiger para la transliteración de ‹ඟ › m̆ba, ‹ඬ › n̆ḍa y ‹ඳ › n̆da.

## Codificación
La N con breve se puede representar con los siguientes caracteres Unicode:
| forma     | representaciones | puntos de código | descripciones                      |
| --------- | ---------------- | ---------------- | ---------------------------------- |
| mayúscula | N̆                | U+004E U+0306    | letra mayúscula latina n con breve |
| minúscula | n̆                | U+006E U+0306    | letra minúscula latina n con breve |